# Griet Smaers
Griet Smaers (ur. 10 czerwca 1977 w Geel) – belgijska i flamandzka polityk, prawniczka oraz działaczka samorządowa, posłanka do Parlamentu Flamandzkiego i Izby Reprezentantów.

## Życiorys
Absolwentka prawa na Katholieke Universiteit Leuven. Kształciła się w międzyczasie także w Madrycie. Podjęła praktykę adwokacką w prywatnej firmie prawniczej w Turnhout. Dołączyła do flamandzkich chadeków, od 2001 działających pod nazwą Chrześcijańscy Demokraci i Flamandowie. W tym samym roku po raz pierwszy została radną rodzinnej miejscowości, od 2007 powoływana była także w skład egzekutywy miejskiej w Geel. W latach 2009–2014 sprawowała mandat posłanki do Parlamentu Flamandzkiego. W kadencji 2014–2019 była deputowaną do federalnej Izby Reprezentantów.
W 2011 została wiceprzewodniczącą swojej partii. W październiku 2019 powołana na jedną z dwóch tymczasowych przewodniczących flamandzkich chadeków (obok Cindy Franssen). Pełniła tę funkcję do grudnia 2019.